# صالح المسكين
صَالِح بنُ عَبدُ اَلله اَلمَنْصُور ولَقَبهُ اَلمَسكين (توفي 176 هـ / 793 م) أمير عَبَّاسي كان من وُجوهِ بَني هاشِم اللَّامِعة في بَغْداد واَلبَصْرة
واِلدهُ هو الخَليفة العَبَّاسيُّ الثانيّ أَبوُ جَعْفَر اَلمَنْصُور وأُمَّهُ أمُّ وَلَد روُميَّة تُدعى قالي الفَراشَة ولَهُ إخوة جَميعَهُم مِن غير أُمِّه حجَّ بالنَّاس لمدة 3 سنوات مُتتاليَة من 775 إلى 777 وذلك في زَمَن والِدهُ اَلخليفة اَلمَنْصُور وأخيه الخَليفة اَلمَهديّ وقد بَنى لهُ قَصراً على دَجْلة.

## نسبه
هو صالِح بن عَبدِ الله بن محمد بن علي بن عبد الله بن العباس بن عبد المطلب بن هاشم بن عبد مناف بن قصي بن كلاب بن مرة بن كعب بن لؤي بن غالب بن فهر بن مالك بن النضر بن كنانة بن خزيمة بن مدركة بن إلياس بن مضر بن نزار بن معد بن عدنان.